# 昆西·米勒
昆西·科爾特斯·米勒-史考特（1992年11月18日—）為美國男子籃球運動員。
米勒生長於伊利诺伊州芝加哥，2005年13歲時為了擺脫毒品以及犯罪選擇投靠舅舅，搬到北卡罗来纳州羅伯遜縣。米勒在2012年NBA选秀第二輪第38順位獲得丹佛金塊青睞，效力過丹佛金塊、沙加緬度國王、底特律活塞三支NBA球隊，2015年轉往海外發展。2020年2月3日，米勒加入桃園璞園建築競逐第17季SBL超級籃球聯賽下半季。3月17日，米勒被查爾斯·賈西亞取代，米勒總計替桃園璞園建築出賽5場，場均可挹注15分、9.6籃板、2.8助攻。
2022年8月12日，匯眾光纖引進米勒作為球隊在PBA委員盃的外籍球員。2023年1月20日，三河海馬宣布簽下米勒。米勒總計出賽28場，場均貢獻18.6分、8.7籃板、1.5助攻。8月29日，菲律賓電信引進米勒作為球隊在東亞超級聯賽的外籍球員。11月4日，米勒成為菲律賓電信在PBA委員盃的外籍球員。12月15日，富山松雞宣布簽下米勒。2024年9月2日，生力啤酒人引進米勒作為球隊在東亞超級聯賽的外籍球員。2024年12月下旬，米勒在PBA委員盃與東亞超級聯賽的位置分別被托倫·瓊斯和贾巴里·纳尔奇斯頂替。

## 外部連結
- 昆西·米勒在fiba.basketball（英语）
- 昆西·米勒在archive.fiba.com（存檔）（英语）
- 昆西·米勒在NBA官網（英语）
- 昆西·米勒在NBA G聯盟官網（英语）
- 昆西·米勒在歐洲籃球聯賽官網（英语）
- 昆西·米勒在亞得里亞海聯賽官網（英语）
- 昆西·米勒在B.LEAGUE官網（日语）
- 昆西·米勒在Basketball-Reference.com（NBA）（英语）
- 昆西·米勒在Basketball-Reference.com（NBA G聯盟）（英语）
- 昆西·米勒在Basketball-Reference.com（國際）（英语）
- 昆西·米勒在Sports-Reference.com（NCAA）（英语）
- 昆西·米勒在Eurobasket.com（球員）（英语）
- 昆西·米勒在Proballers（英语）
- 昆西·米勒在RealGM（英语）
- 昆西·米勒在Flashscore（英语）